# Åsenhöga
Åsenhöga is een plaats in de gemeente Gnosjö in het landschap Småland en de provincie Jönköpings län in Zweden. De plaats heeft 200 inwoners (2005) en een oppervlakte van 37 hectare.